# Eddie McLaughlin
Eddie McLaughlin (* 27. Juni 1952) ist ein ehemaliger schottischer Snookerspieler, der zwischen 1981 und 1992 für elf Saisons Profispieler war. Der zweifache schottische Vize-Meister erreichte in dieser Zeit das Halbfinale der Scottish Professional Championship 1981 und die Runde der letzten 32 des Classic 1984 sowie Rang 54 der Snookerweltrangliste.

## Karriere
McLaughlin machte erstmals auf sich aufmerksam, als er 1974 das Finale der Scottish Open Championship erreichte, auch wenn er dieses gegen Bill McKerron verlor. Im nächsten Jahr verlor er bei den Pontins Spring Open sein Spiel in der Runde der letzten 32 gegen den Kanadier Cliff Thorburn, erreichte aber 1976 beim Herbst-Pendant des Turniers das Achtelfinale. Einige Monate später erreichte er die letzten Runden der schottischen Meisterschaft und besiegte unter anderem John Phillips und Murdo MacLeod, bevor er im Endspiel des Turniers von Ronnie Miller geschlagen wurde. Ganz ähnlich verlief auch das folgende Jahr, als er bei den Pontins Spring Open früh ausschied, dafür aber bei der schottischen Meisterschaft erneut das Finale erreichte, diesmal aber in diesem Jim Donnelly unterlag; ebenso auch 1979, auch wenn er sich in Schottland bereits im Viertelfinale geschlagen geben musste. 1980 durfte er schließlich an der Amateurweltmeisterschaft teilnehmen, doch er schaffte es nicht, die Gruppenphase zu überstehen. Wenig später wurde er Profispieler.
Bereits Mitte 1981 nahm McLaughlin an der Scottish Professional Championship teil, wo er mit dem Halbfinale das beste Ergebnis seiner Profikarriere erzielte. McLaughlins erste Profisaison war allerdings von Niederlagen geprägt, lediglich bei den International Open konnte er mit dem Einzug in die vierte Qualifikationsrunde einen Achtungserfolg erzielen. Auch in der folgenden Saison verpasste McLaughlin durch seine Niederlagen den Einzug in eine Hauptrunde, auch wenn er mehrfach – unter anderem bei der Snookerweltmeisterschaft – in der finalen Qualifikationsrunde stand und zum Teil äußerst knapp verlor, beispielsweise bei der WM mit 9:10 gegen Mick Fisher. Erst nachdem er während der Saison 1983/84 beim Classic sowohl Geoff Foulds als auch Willie Thorne besiegte, gelang ihm der Einzug in eine Hauptrunde, auch wenn er in dieser wegen einer 4:5-Niederlage gegen Kirk Stevens sofort ausschied. Infolgedessen wurde er auch erstmals auf der Weltrangliste geführt, genauer gesagt auf dem 54. Platz.
Dennoch ähnelte der Verlauf der Saison 1984/85 weitestgehend dem der vorherigen Spielzeiten: McLaughlin schied fast durchgehend in der Qualifikation aus und erreichte zwar einige Male eine finale Qualifikationsrunde, verlor sein dortiges Spiel aber größtenteils, wie zum Beispiel mit 4:5 gegen Murdo MacLeod beim Classic. Lediglich bei einem Turnier gewann er dieses Spiel; beim Grand Prix erreichte er die Hauptrunde, schied dort aber sofort gegen Doug Mountjoy aus. Dies glückte ihm selbst in der folgenden Saison, als McLaughlin zwar nur ein Spiel für sich entscheiden konnte, dieses aber ein Spiel gegen den damaligen Tourneuling Stephen Hendry in der finalen Qualifikationsrunde der Matchroom Trophy war. Dadurch erreichte er eine weitere Hauptrunde, verlor in dieser aber erneut unverzüglich, diesmal gegen Tony Knowles. Dennoch belegte er 1986 nur noch Rang 90 der Weltrangliste. Der eben beschriebene Sieg war jedoch McLaughlins letzter Profisieg. Zwar meldete er sich während der vier nächsten Saisons immer wieder für mehrere Turniere an, doch er konnte nie mehr ein Spiel gewinnen, auch, weil er zahlreiche Spiele kampflos aufgab. Nach einem nicht angetretenen Qualifikationsspiel gegen Gino Rigitano in der WM-Qualifikation 1990 gab er das Profisnooker auf. Mittlerweile nur noch auf Rang 161 geführt, verlor er 1992 nach elf Saisons seinen Profistatus. Im weiteren Verlauf seiner Karriere gewann er unter anderem die British Civil Service Snooker Championship.

## Erfolge
| Ausgang         | Jahr | Turnier                           | Finalgegner   | Ergebnis |
| --------------- | ---- | --------------------------------- | ------------- | -------- |
| Amateurturniere |      |                                   |               |          |
| Zweiter         | 1974 | Scottish Open Championship        | Bill McKerron | 1:4      |
| Zweiter         | 1977 | Schottische Snooker-Meisterschaft | Ronnie Miller | 5:6      |
| Zweiter         | 1978 | Schottische Snooker-Meisterschaft | Jim Donnelly  | 4:6      |